# Theridion vossi
Theridion vossi là một loài nhện trong họ Theridiidae.
Loài này thuộc chi Theridion. Theridion vossi được Embrik Strand miêu tả năm 1907.